# Новодворский сельсовет (Свислочский район)
Новодворский сельсовет (бел. Навадворскі сельсавет) — административная единица на территории Свислочского района Гродненской области Белоруссии. Административный центр — агрогородок Новый Двор.

## История
Создан 12 октября 1940 года в составе Порозовского района Брестской области БССР. С 29 сентября 1944 года — в Гродненской области. После упразднения Порозовского района 20 января 1960 года вошёл в состав Свислочского района. В 1977 году в состав сельсовета из Хоневиского сельсовета перешла деревня Корнадь. В 1986 году упразднён хутор Орлово.

## Состав
Новодворский сельсовет включает 17 населённых пунктов:
- Берники — деревня.
- Большие Масушины — деревня.
- Бояры — деревня.
- Войтов Мост — хутор.
- Залесная — деревня.
- Корнадь — агрогородок.
- Лозы — деревня.
- Малые Масушины — деревня.
- Новосёлки — деревня.
- Новый Двор — агрогородок.
- Ощеп — хутор.
- Студеники — деревня.
- Суботка — хутор.
- Терасполь — деревня.
- Шуричи — деревня.
- Ялово — хутор.
- Яновщина — деревня.

## Население
Согласно переписи 2009 года на территории сельсовета проживало 2175 человек, среди которых 58,3 % — белорусы, 39,0 % — поляки.